# Kotělnikovo (město)
Kotělnikovo (rusky Котельниково) je město ve Volgogradské oblasti v Ruské federaci. Při sčítání lidu v roce 2010 mělo přes dvacet tisíc obyvatel.

## Poloha a doprava
Kotělnikovo leží na řece Aksaj Kurmojarskij, která se přibližně deset kilometrů severozápadně od města zleva vlévá do Cimljanské přehradní nádrže na Donu. Nejbližší města v okolí jsou Volgodonsk přibližně 74 kilometrů západně a Cimljansk přibližně 77 kilometrů západně. Od Volgogradu, správního střediska své oblasti, je Kotělnikovo vzdáleno přibližně 190 kilometrů jihozápadně a leží tak na samém jihu Volgogradské oblasti, jen několik kilometrů severně od hranice s Rostovskou oblastí.
Přes město prochází železniční trať z Volgogradu do Salsku.

## Dějiny
Kotělnikovo vzniklo v roce 1897 při stavbě železniční trati. Jméno je odvozeno od příjmení Kotělnikov, které nesl jeden z prvních osadníků v této oblasti.
Za druhé světové války sloužilo sídlo při bitvě u Stalingradu jako jeden z opěrných bodů německé armády. Rudá armáda jej dobyla 29. prosince 1942.
Od roku 1955 je Kotělnikovo městem.

### Rodáci
- Alina Stremousová (* 1955), biatlonistka